# من روسيا، مع حبي (رواية)
من روسيا ، مع حبي (بالإنجليزية: From Russia, with Love)‏ هي الرواية الخامسة للمؤلف البريطاني إيان فلمنغ التي تعرض مغامرات العميل جيمس بوند ضمن سلسلة بوند الشهيرة. كتب فليمينغ القصة في أوائل عام 1956 في حوزة غولدين آي في جامايكا. في الوقت الذي يعتقد أنه قد يكون كتابه النهائي بوند. نشرت الرواية لأول مرة في المملكة المتحدة من قبل جوناثان كيب في 8 أبريل 1957.

## القصة
تدور أحداث القصة حول مؤامرة قامت بها SMERSH ، وهي وكالة الاستخبارات السوفيتية المضادة ، باغتيال بوند بطريقة تشوه سمعته ومنظمته. كطعم ، يستخدم الروس كاتب تشفير جميل و Spektor ، آلة فك تشفير السوفياتي. الكثير من العمل يحدث في إسطنبول وعلى الطريق السريع. إستُلهِم الكتاب من زيارة فليمينج إلى تركيا نيابة عن صحيفة صنداي تايمز للإبلاغ عن مؤتمر للإنتربول. عاد إلى بريطانيا من قبل Orient Express. من روسيا ، مع حبي يتعامل مع التوترات بين الشرق والغرب في الحرب الباردة ، وتراجع القوة البريطانية والنفوذ في فترة ما بعد الحرب العالمية الثانية.
من روسيا ، مع حبي تلقت ملاحظات إيجابية على نطاق واسع في وقت النشر. وتعززت مبيعات الكتاب بحملة دعائية استغرقت زيارة قام بها رئيس الوزراء البريطاني أنطوني إيدن إلى حوزة غولدين آي ، ونشر مقالة في «الحياة» ، التي أدرجَت من روسيا ، مع حبي كأحد رؤساء الولايات المتحدة جون ف. الكتب المفضلة لكينيدي العشرة. تم تسلسل القصة في صحيفة ديلي اكسبرس ، أولا في شكل مختصر ، متعدد الأجزاء ، ثم كقطعة هزلية. في عام 1963 تم تكييفها في الفيلم الثاني في سلسلة بوند ، بطولة شين كونري.